# Foreign Instrumentation Signals Intelligence
Als Foreign Instrumentation Signals Intelligence (FISINT; deutsch „Signalaufklärung ausländischer Instrumente“) wird bei Nachrichtendiensten und dem Militär das Auffassen und Auswerten fremder Messdaten, die bei der Entwicklung und Erprobung von Plattformen und Waffensystemen anfallen, bezeichnet. Die abgehörten Signale im elektromagnetischen Spektrum stammen aus der Telemetrie, von Ortungs-, Zielverfolgungs-, Steuergeräten und Videodatenlinks.
FISINT ist neben der Fernmeldeaufklärung (COMINT) und der Elektronischen Aufklärung (ELINT) eine Unterkategorie der Signalerfassenden Aufklärung (SIGINT).